# 9159 McDonnell
9159 McDonnell (1984 UD3) là một tiểu hành tinh vành đai chính được phát hiện ngày 16 tháng 10 năm 1984 bởi E. Bowell ở trạm Anderson Mesa thuộc Đài thiên văn Lowell.
Nó được đặt theo tên planetary science professor Tony McDonnell.